# はまぎり (護衛艦)
はまぎり（ローマ字：JS Hamagiri, DD-155）は、海上自衛隊の護衛艦。あさぎり型護衛艦の5番艦。艦名は「浜に立つ霧」即ち「浜霧」に由来する。なお、艦艇名としては旧海軍通して初の命名である。なお本艦以降、あさぎり型護衛艦の対空レーダーは、艦艇用としては世界初のアクティブフェイズドアレイレーダーであるOPS-24となった。
本記事は、本艦の艦暦について主に取り扱っているため、性能や装備等の概要についてはあさぎり型護衛艦を参照されたい。

## 艦歴
「はまぎり」は、中期業務見積りに基づく昭和60年度計画3,500トン型護衛艦2226号艦として、日立造船舞鶴工場で1987年1月20日に起工され、1988年6月4日に進水、1990年1月31日に就役し、第1護衛隊群隷下に新編された第48護衛隊に「さわゆき」とともに編入され、横須賀に配備された。
1991年7月1日から7月31日まで、護衛艦「しらね」、「ゆうぎり」、「あまぎり」とともにフィリピン方面海上実習に参加する。
1992年8月28日午後7時頃、房総半島南東約550Kmの太平洋上で夜間洋上給油中に護衛艦「あまぎり」と衝突事故を起こしている。相手艦の「あまぎり」の右舷後部に艦首が衝突、「あまぎり」は浸水傾斜等、海上自衛隊史上最悪の被害を受けるが死傷者はなく、その後、修理を経て戦列に復帰している。
1994年、護衛艦「くらま」、「あまぎり」とともに環太平洋合同演習(RIMPAC)に参加。5月31日に横須賀基地出港、6月23日から7月6日に演習参加、8月24日に横須賀基地に帰投。
同年12月20日から12月23日、護衛艦「あまぎり」とともに東京に寄港した韓国海軍の補給艦「天地 (チョンジ)」等からなる練習艦隊と交歓。
1995年1月から7月に石川島播磨重工業東京第1工場で行われた定期検査においてシースパロー短SAM機力装填装置を装備。
1996年3月16日、第4護衛隊群第41護衛隊に編入され、定係港が大湊となり、同地に転籍。
1997年3月24日、第4護衛隊群第48護衛隊に編入。同日付、隊番号の改正により第48護衛隊が第8護衛隊に改称。
同年6月9日から9月3日の間、護衛艦「はるな」、「みょうこう」及びP-3C 5機とともに米国派遣訓練に参加。
1998年3月20日、第3護衛隊群第7護衛隊に編入。
2000年9月1日から11日までロシアペトロパブロフスク・カムチャツキー沖で実施された日露捜索・救難共同訓練に護衛艦「ひえい」とともに参加。
同年10月4日、護衛艦「せとぎり」とともに小樽港に寄港したオーストラリア海軍フリゲート「キャンベラ」、「ダーウィン」のホストシップとして派遣された。
2002年2月22日、護衛艦「あまぎり」等とともに東南アジア方面外洋練習航海部隊を編成し、第35期一般幹部候補生課程修了者約90名を乗せて江田内を出港する。マニラ、スラバヤ、勝連に寄港し、3月31日に江田内に帰投。
同年、環太平洋合同演習(RIMPAC)に参加。
2004年、遠洋練習航海に参加。
2008年3月26日、護衛隊改編により第4護衛隊群第4護衛隊に編入。
同年4月9日、護衛艦「きりしま」とともに東京に入港したフランス海軍揚陸艦「ミストラル」と交歓。
2009年10月6日、大湊を出港、途中横須賀において、護衛艦「たかなみ」と共に第3次派遣海賊対処行動水上部隊を編成、同月13日、ソマリア沖、アデン湾へ向けて横須賀を出航、11月7日から翌年2月20日まで34回計283隻の船舶を護衛し、2010年3月18日に帰国した。
2011年8月1日、編成替えにより護衛艦隊直轄第15護衛隊に編入。
2013年4月7日、第15次派遣海賊対処行動水上部隊として護衛艦「あけぼの」と共にソマリア沖へ向けて出航、任務を終了し、同年9月27日、大湊に帰港した。
2014年10月26日及び28日、ロシアウラジオストック港内及びウラジオストック沖で実施される日露捜索・救難共同訓練に参加した。
2017年11月20日から25日までの間、ロシア連邦海軍駆逐艦「アドミラル・ヴィノグラドフ」などと共にウラジオストック港及び同周辺海域で実施される日露捜索・救難共同訓練に参加する。
2023年5月29日、自衛艦旗である「旭日旗」を掲げ、韓国南東部の釜山海軍基地に入港した。今回の入港は5月31日に済州島周辺海域において行われる多国間PSI訓練「Eastern Endeavor 23」への参加に合わせたもので、本訓練には防衛省・自衛隊のほか、外務省、警察庁、海上保安庁及び米豪韓の海軍・沿岸警備隊・海洋警察の艦船及び航空機が参加して、海上阻止実動訓練を実施した。
現在は、護衛艦隊第15護衛隊に所属し定係港は大湊である。

### 歴代艦長
| 代 | 氏名       | 在任期間              | 出身校・期      | 前職                              | 後職                                   | 備考                 |
| -- | ---------- | --------------------- | --------------- | --------------------------------- | -------------------------------------- | -------------------- |
| 01 | 富永憲一郎 | 1990.1.31 - 1991.8.4  | 防大10期        | はまぎり艤装員長                  | 海上自衛隊第1術科学校 教官 兼 研究部員 |                      |
| 02 | 川原和仁   | 1991.8.5 - 1993.3.23  | 防大14期        | みねぐも艦長                      | 第1海上訓練指導隊                      |                      |
| 03 | 石川雅敏   | 1993.3.24 - 1994.8.29 | 防大17期        | むらくも艦長                      | 護衛艦隊司令部幕僚                     |                      |
| 04 | 田代耕一   | 1994.8.30 - 1996.9.16 | 防大15期        | まきぐも艦長                      | 運用開発隊運用開発第1科長              |                      |
| 05 | 中田高芳   | 1996.9.17 - 1997.9.9  | 防大18期        | 大湊地方総監部防衛部第3幕僚室長   | はたかぜ艦長                           | 1997.1.1 1等海佐昇任 |
| 06 | 徳本和成   | 1997.9.10 - 1999.9.19 | 日大・ 25期幹候 | 第4海上訓練指導隊訓練科長         | 呉地方総監部防衛部第3幕僚室長          |                      |
| 07 | 廣 文仁    | 1999.9.20 - 2001.3.21 | 防大20期        | 佐世保地方総監部防衛部第3幕僚室長 | 自衛艦隊司令部幕僚                     |                      |
| 08 | 新開仁司   | 2001.3.22 - 2002.8.19 | 防大22期        | 自衛隊地方連絡部募集課長          | 護衛艦隊司令部幕僚                     |                      |
| 09 | 茭口俊介   | 2002.8.20 - 2003.8.19 | 防大27期        | 統合幕僚会議事務局第3幕僚室       |                                        |                      |
| 10 | 豊住 太    | 2003.8.20 - 2004.9.30 | 防大29期        | 第1護衛隊群司令部幕僚             | 指揮通信開発隊システム第2科長          |                      |
| 11 | 染田良弘   | 2004.10.1 - 2006.5.7  | 防大29期        | 海上幕僚監部人事教育部教育課      | 護衛艦隊司令部幕僚                     |                      |
| 12 | 関口雄輝   | 2006.5.8 - 2007.7.1   | 防大33期        | 海上幕僚監部人事教育部厚生課      |                                        |                      |
| 13 | 佐藤 誠    | 2007.7.2 - 2008.9.15  | 防大27期        |                                   | 護衛艦隊司令部幕僚                     |                      |
| 14 | 斎藤 貴    | 2008.9.16 - 2010.8.11 | 防大32期        | はたかぜ砲雷長兼副長              | 海上自衛隊幹部候補生学校 第1学生隊長   |                      |
| 15 | 伊保之央   | 2010.8.12 - 2011.7.31 | 防大31期        | 第3ミサイル艇隊司令               | 海上自衛隊第1術科学校                  |                      |
| 16 | 齋藤浩司   | 2011.8.1 - 2012.7.31  | 防大34期        | 海上幕僚監部防衛部運用支援課      | 海上自衛隊幹部学校付                   |                      |
| 17 | 佐藤哲朗   | 2012.8.1 - 2013.10.3  | 防大39期        | きりしま砲雷長 兼 副長            | 海上幕僚監部防衛部装備体系課           |                      |
| 18 | 岳本宏太郎 | 2013.10.4 - 2014.8.4  |                 | 指揮通信開発隊企画科長            | しらせ運用長                           |                      |
| 19 | 倉光啓介   | 2014.8.5 - 2015.8.2   | 防大41期        | 第1護衛隊群司令部                 | 統合幕僚監部防衛計画部計画課           |                      |
| 20 | 竹嶋広明   | 2015.8.3 - 2016.8.8   | 防大41期        | 第3護衛隊群司令部幕僚             | 海上自衛隊幹部学校付                   | 2016.1.1 1等海佐昇任 |
| 21 | 鈴木隆弘   | 2016.8.9 - 2017.7.31  | 防大37期        | 海上幕僚監部防衛部装備体系課      | 艦艇開発隊第1科長                      |                      |
| 22 | 成田直人   | 2017.8.1 - 2018.11.1  |                 | 海上幕僚監部防衛部防衛課          | はたかぜ艦長                           |                      |
| 23 | 渡邉義彦   | 2018.11.2 - 2019.2.24 |                 | 大湊海上訓練指導隊砲雷科長        | 横須賀海上訓練指導隊教育科長           |                      |
| 24 | 横手正剛   | 2019.2.25 - 2020.8.2  | 42期幹候        | 横須賀海上訓練指導隊教育科長      |                                        |                      |
| 25 | 藤井信樹   | 2020.8.3 - 2021.11.30 |                 | ましゅう運用長 兼 副長            | 護衛艦隊司令部                         |                      |
| 26 | 上谷隆久   | 2021.12.1 - 2023.4.0  |                 | 海上幕僚監部防衛部装備体系課      |                                        |                      |
| 27 | 古賀直樹   | 2023.4.0 - 2024.2.0   |                 |                                   | さみだれ艦長                           |                      |
| 28 | 小澤 誠    | 2024.2.0 -            |                 |                                   |                                        |                      |

## ギャラリー

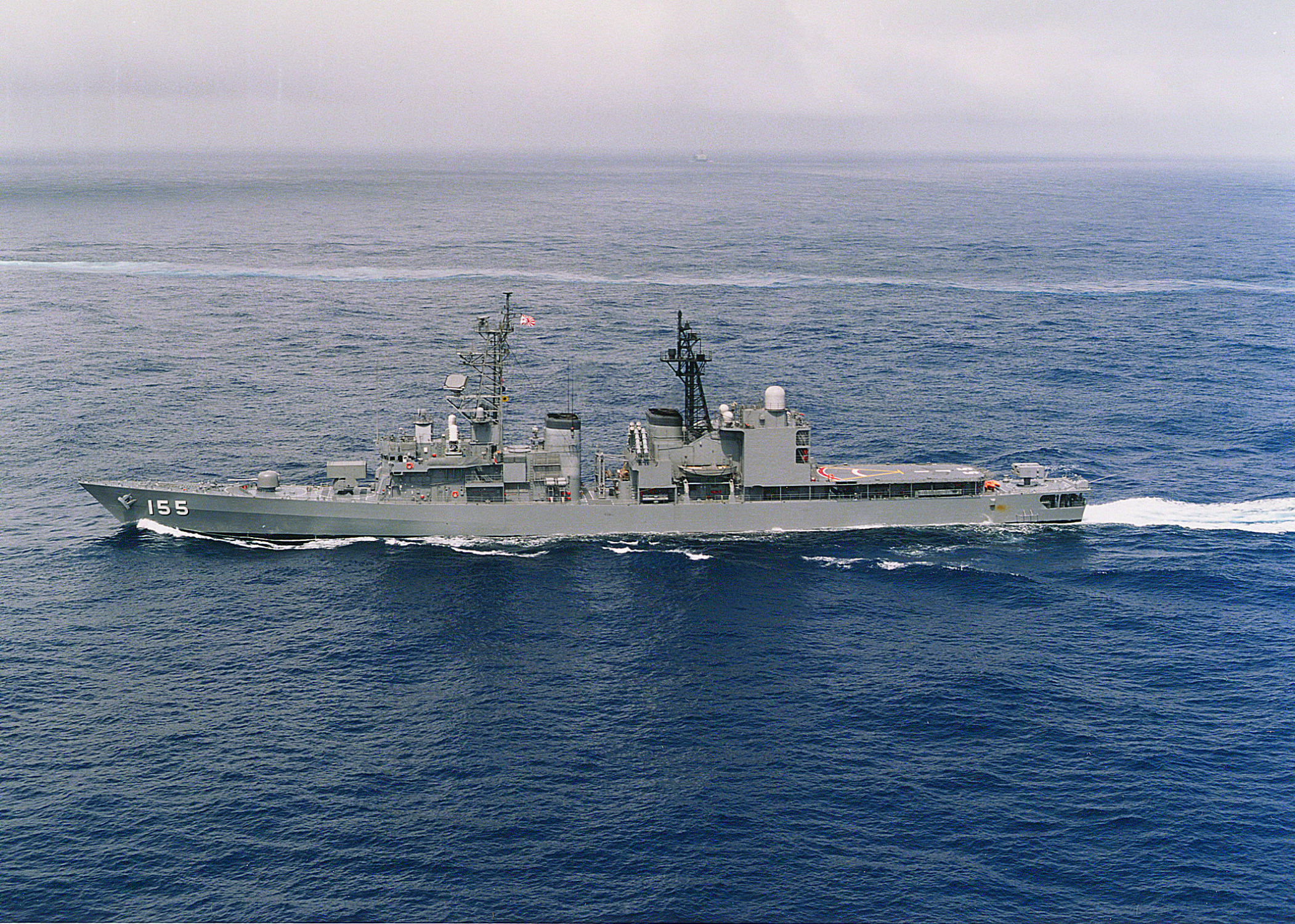
就役当時の「はまぎり」
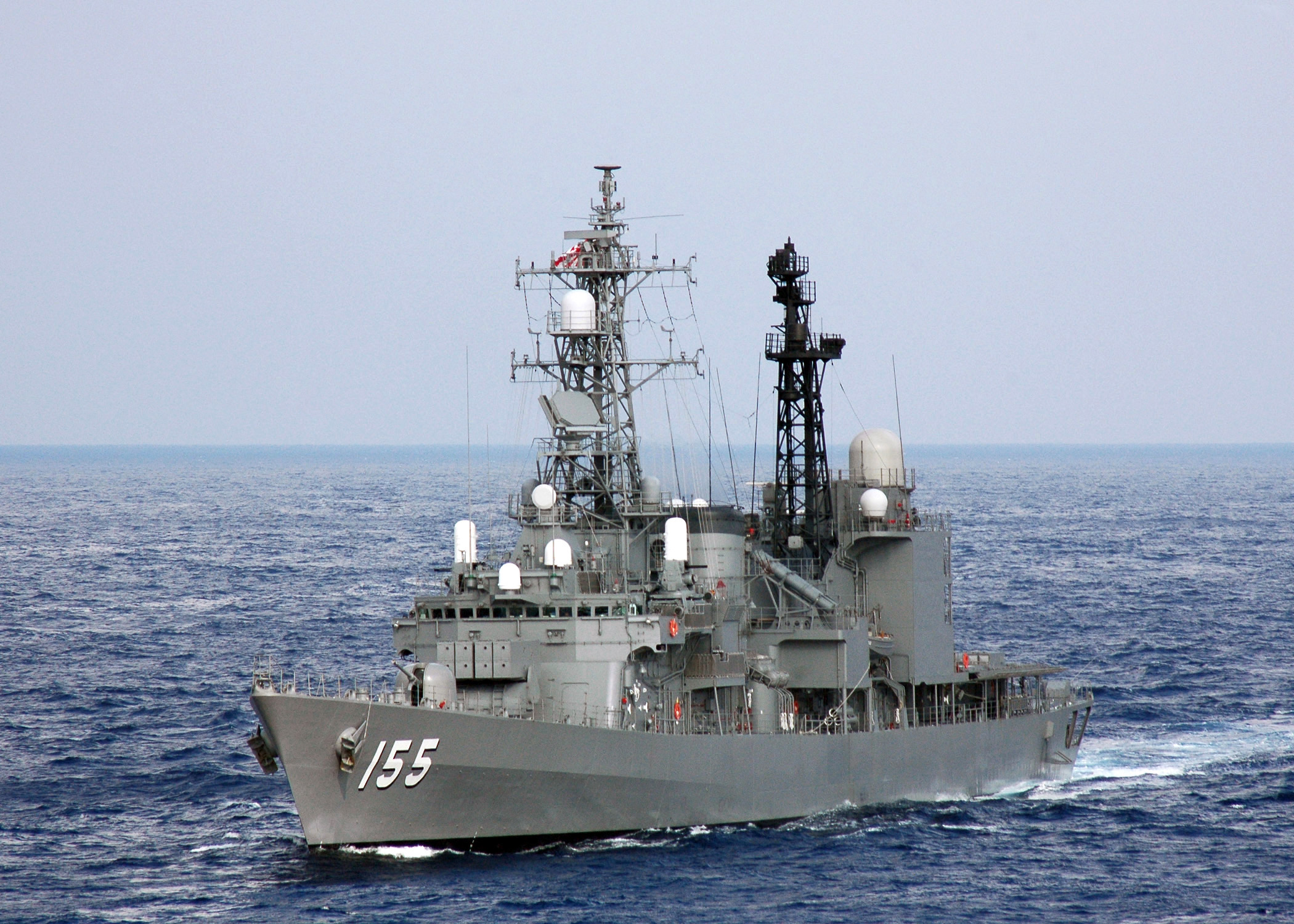
洋上を往く「はまぎり」
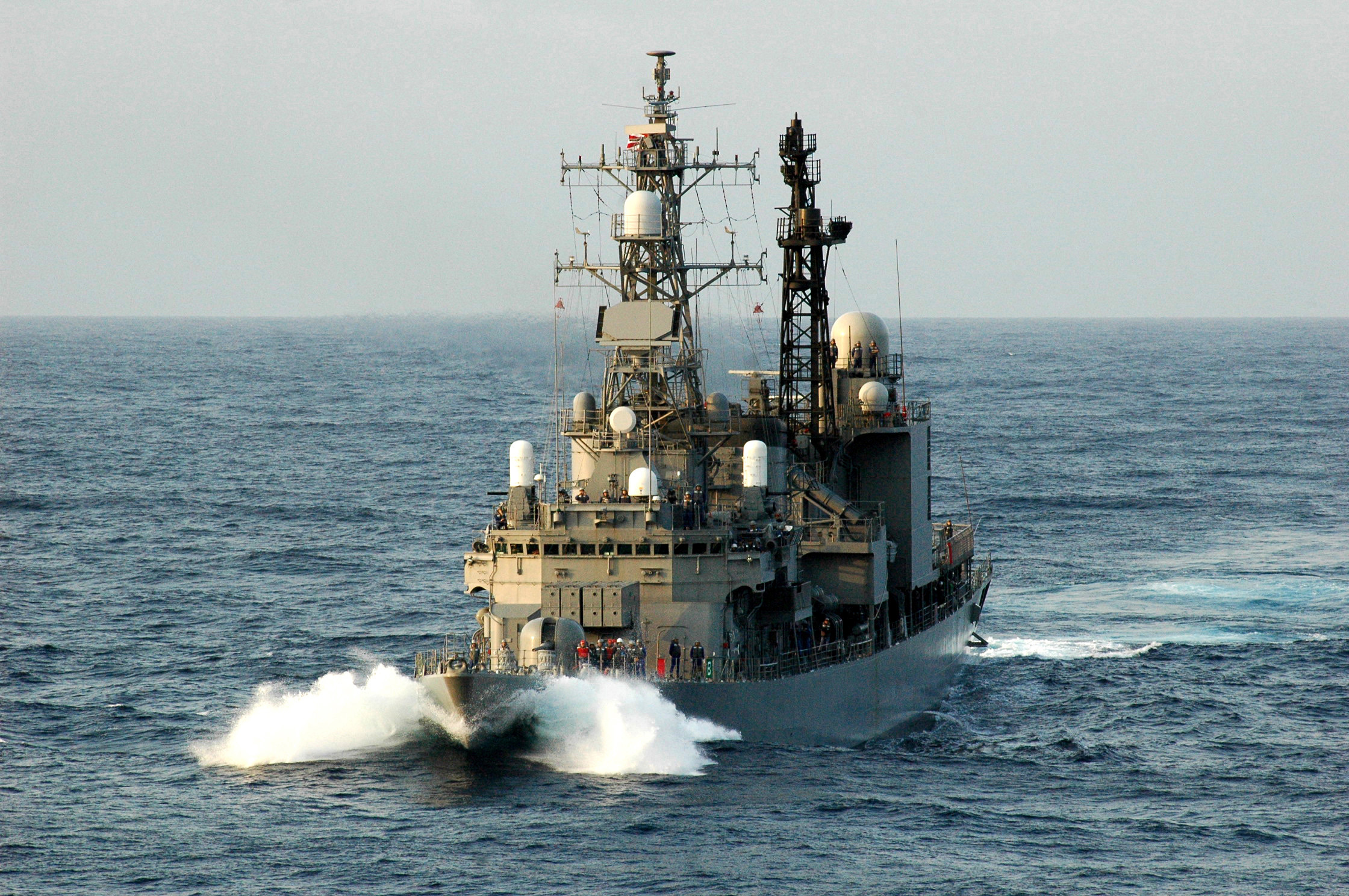
艦首に波を受ける「はまぎり」
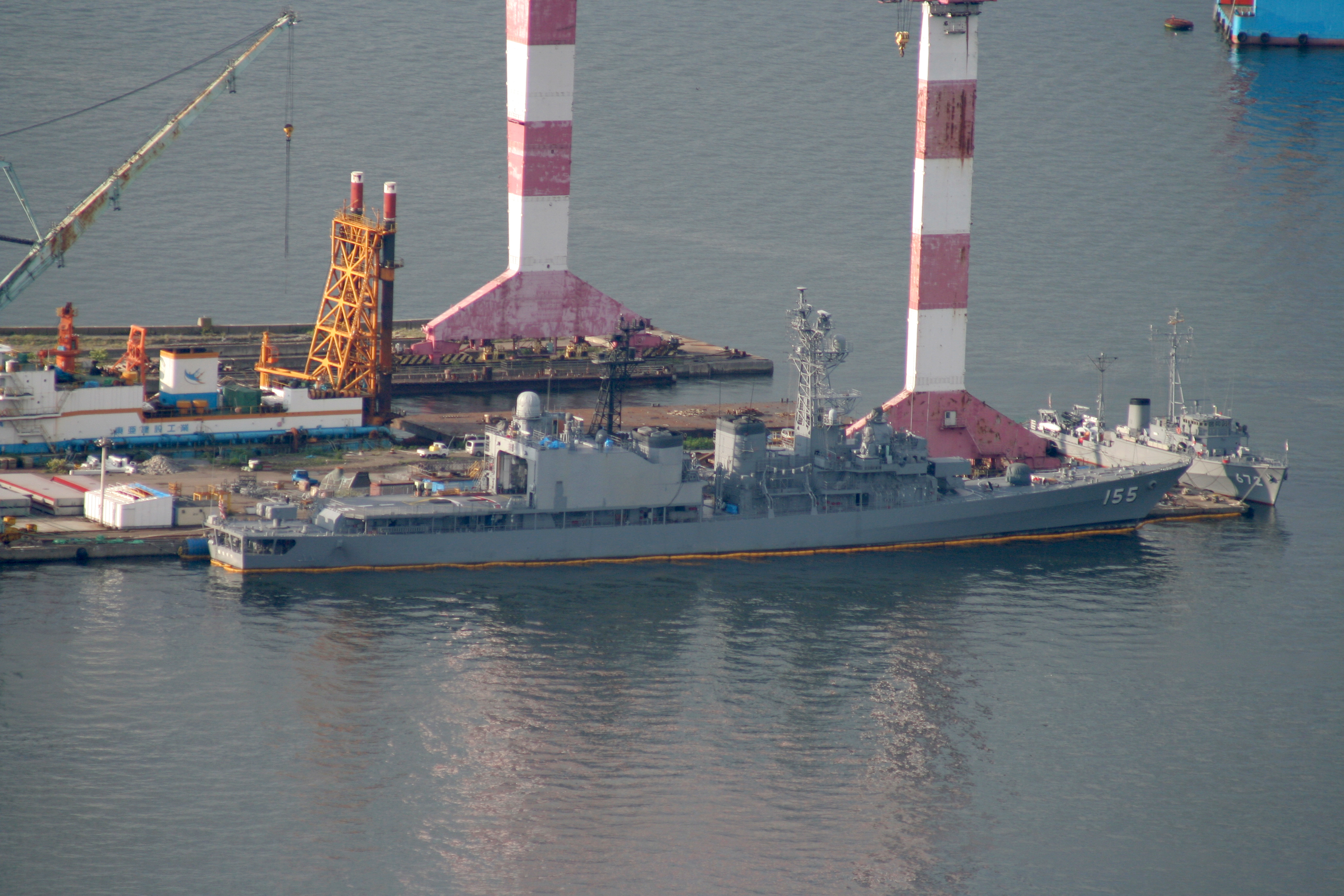
函館造船所における「はまぎり」
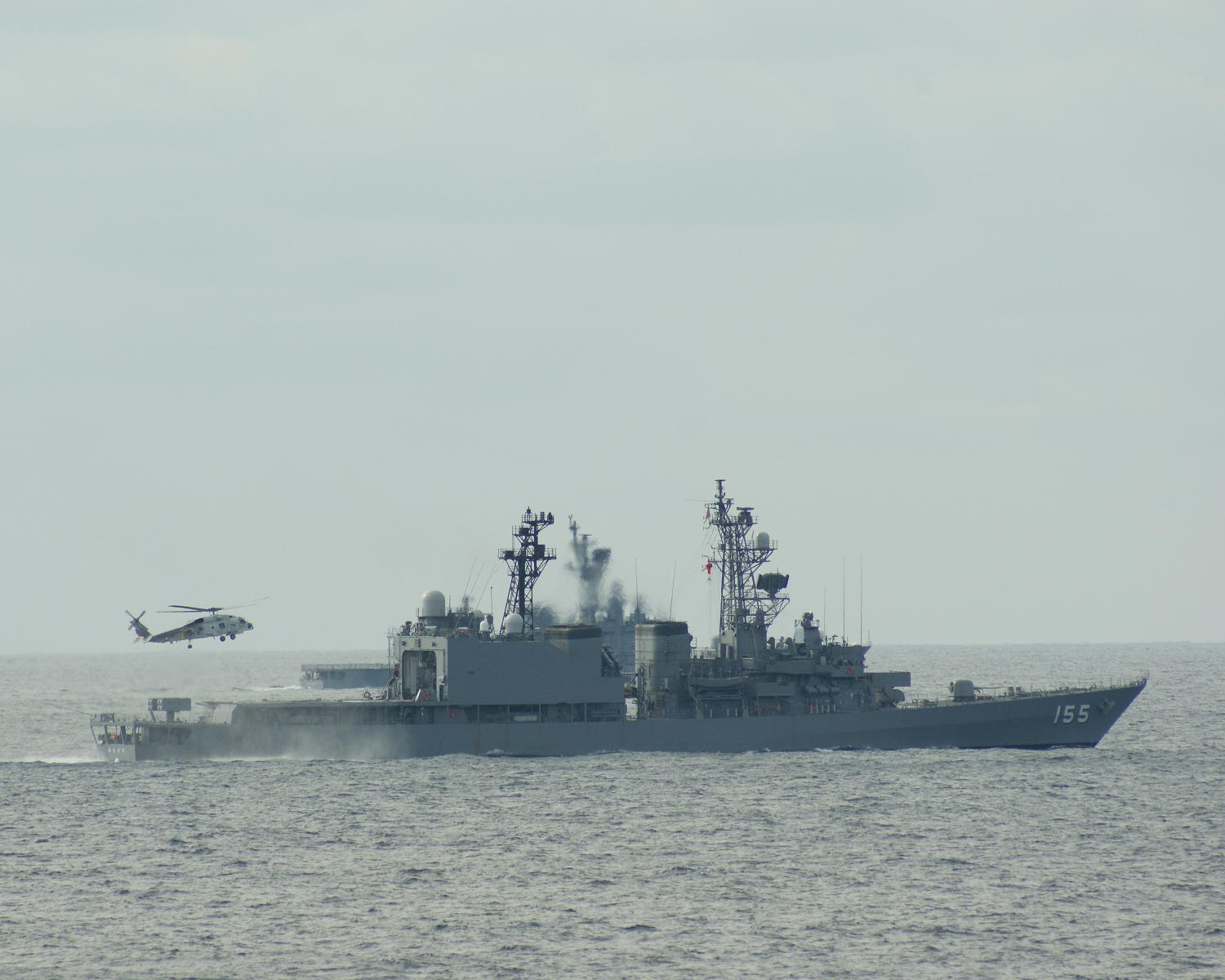
平成22年度 日米共同統合演習における「はまぎり」
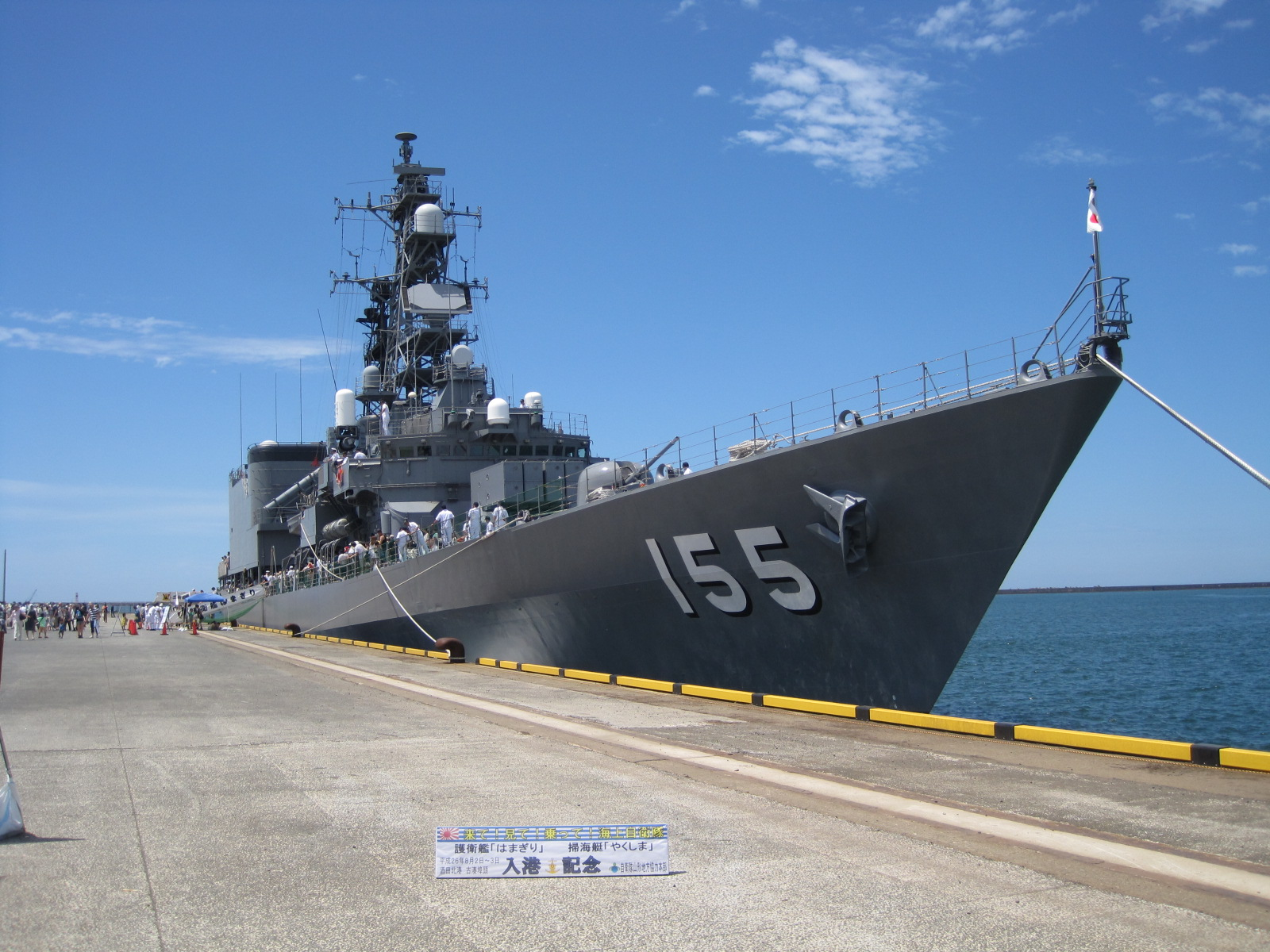
山形県酒田市酒田港にて撮影（2014年8月3日）
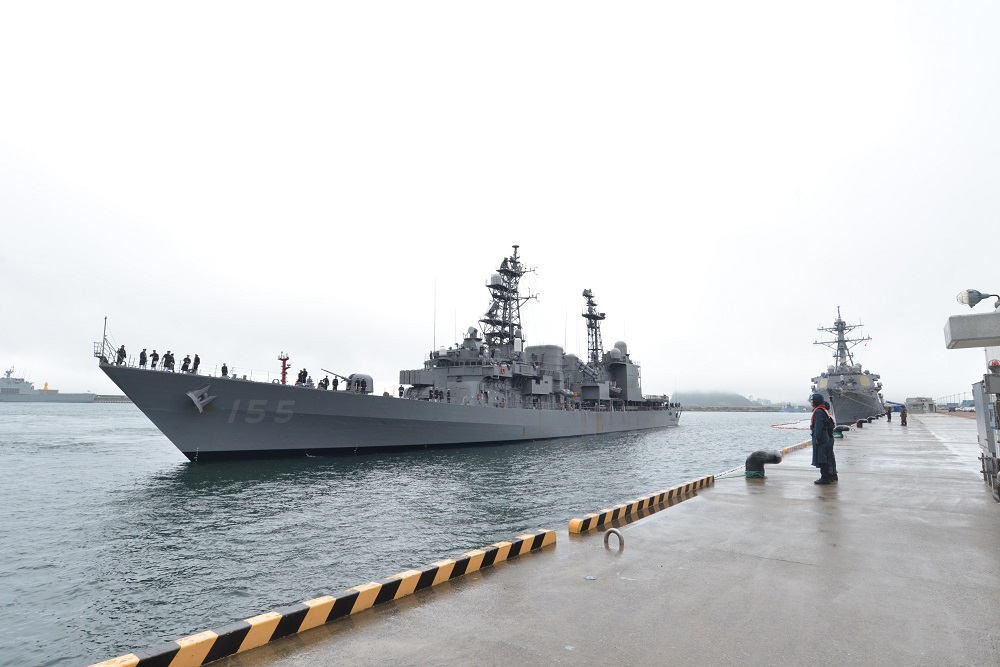
韓国釜山海軍基地に入港する「はまぎり」（2023年5月29日）
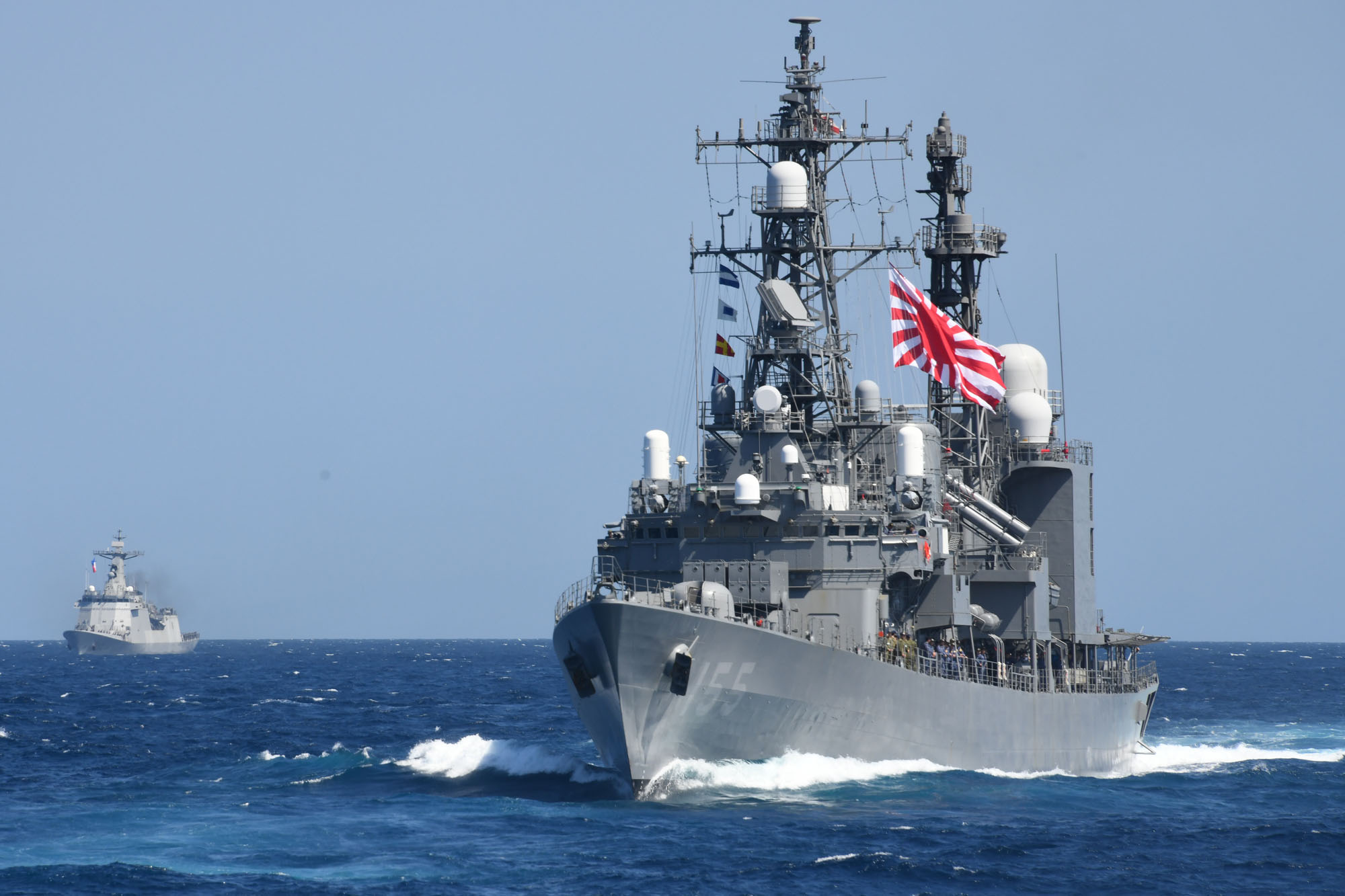
「はまぎり」とフィリピン海軍フリゲート「ホセ・リサール」
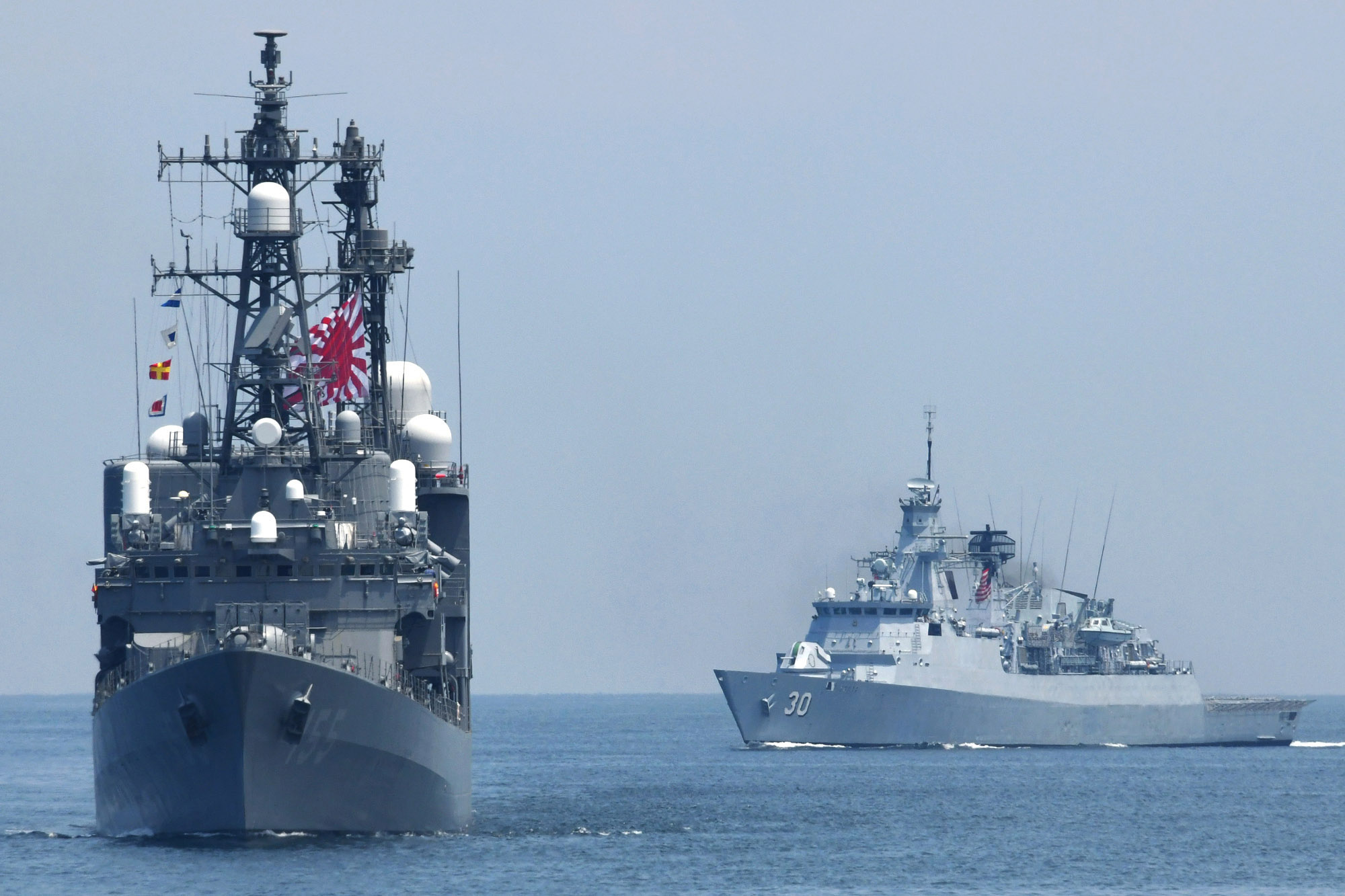
「はまぎり」とマレーシア海軍フリゲート「レキウ」